# Даруварський Брестоваць
45°37′ пн. ш. 17°07′ сх. д. / 45.62° пн. ш. 17.12° сх. д.
Даруварський Брестоваць (хорв. Daruvarski Brestovac) — населений пункт у Хорватії, у Б'єловарсько-Білогорській жупанії у складі громади Кончаниця.

## Населення
Населення за даними перепису 2011 року становило 702 осіб.
Динаміка чисельності населення поселення:
Більшість населення є чехами.